# 布拉尼齊亞
50°49′32″N 31°23′23″E / 50.82556°N 31.38972°E
布拉尼齊亞（烏克蘭語：Браниця）是位於烏克蘭北部切爾尼戈夫州裏尼任區的村莊，始建於1155年，海拔高度117米，2008年該城鎮人口988。